# River Runs Red
River Runs Red es el primer y más célebre álbum de estudio de la banda de rock estadounidense Life of Agony. Fue producido por Josh Silver y lanzado en 1993 por la discográfica Roadrunner. Es un álbum conceptual que se centra en el suicidio, también tocando temas como el abuso, alcoholismo y el abandono.

## Sonido y recepción
Jason Anderson, de Allmusic, definió el disco como "una mezcla entre hardcore neoyorquino, metal y un toque de grunge misterioso, vagamente reminiscente de Alice in Chains". A su vez, comentó que "Joey Z. domina la mezcla con su afilada guitarra de sonido metálico ronco, que es distintivo y adelantado a su tiempo". Añadió "la voz de Keith Caputo suena sin desarrollar, pero con una entrega única". También, dijo que River Runs Red era uno de los mejores debuts de metal de principios de los 90, describiéndolo como "apasionado, serio y heavy".
En cuanto a ventas, superó ampliamente a sus sucesores, disminuyendo sostenidamente las ventas desde este album.

## Lista de temas
Todas las canciones escritas y compuestas por Alan Robert (letras) y Life of Agony (música). 
| N.º | Título                | Duración |  |
| 1.  | «This Time»           | 6:00     |  |
| 2.  | «Underground»         | 4:44     |  |
| 3.  | «Monday»              | 1:31     |  |
| 4.  | «River Runs Red»      | 2:00     |  |
| 5.  | «Through and Through» | 3:10     |  |
| 6.  | «Words and Music»     | 5:14     |  |
| 7.  | «Thursday»            | 2:10     |  |
| 8.  | «Bad Seed»            | 6:02     |  |
| 9.  | «My Eyes»             | 2:58     |  |
| 10. | «Respect»             | 4:27     |  |
| 11. | «Method of Groove»    | 5:29     |  |
| 12. | «The Stain Remains»   | 4:39     |  |
| 13. | «Friday»              | 3:42     |  |

## Créditos
- Keith Caputo - Voz solista y teclados
- Joey Z. - Guitarra y coros. Co-voz solista en "Method of Groove"
- Alan Robert - Bajo y coros. Co-voz solista en "Method of Groove". Diseño de la portada.
- Sal Abruscato - Batería
- Josh Silver – productor
- Joe Marciano – ingeniero
- Ed Reed – ingeniero
- George Marino – masterización
- Linda Aversa – fotografía
- Al Bello – fotografía
- John Richard – fotografía